# Voleibol de praia nos Jogos da Lusofonia de 2014
O voleibol de praia nos Jogos da Lusofonia de 2014 foi disputado na Praia de Miramar em Pangim. Foram realizados os torneios masculino e feminino entre os dias 22 e 26 de janeiro de 2014.

## Calendário
| Taekwondo | Janeiro | Janeiro | Janeiro | Janeiro | Janeiro | Janeiro | Janeiro | Janeiro | Janeiro | Janeiro | Janeiro | Janeiro |
| Taekwondo | 18      | 19      | 20      | 21      | 22      | 23      | 24      | 25      | 26      | 27      | 28      | 29      |
| --------- | ------- | ------- | ------- | ------- | ------- | ------- | ------- | ------- | ------- | ------- | ------- | ------- |
| Masculino |         |         |         |         |         |         |         |         | 1       |         |         |         |
| Feminino  |         |         |         |         |         |         |         |         | 1       |         |         |         |

|  | Dia de competição |  | Dia de final |

## Participantes
| Delegação               | M | F  | T  |
| ----------------------- | - | -- | -- |
| ANG Angola              | 5 | 4  | 9  |
| CPV Cabo Verde          | 2 | 2  | 4  |
| GBS Guiné-Bissau        | 2 | 2  | 4  |
| IND Índia               | 4 | 4  | 8  |
| MAC Macau               | 2 | NP | 2  |
| MOZ Moçambique          | 0 | 5  | 5  |
| POR Portugal            | 6 | 5  | 13 |
| SRI Sri Lanka           | 4 | 4  | 8  |
| STP São Tomé e Príncipe | 4 | NP | 4  |
| TLS Timor Leste         | 2 | NP | 2  |

Apenas o  Brasil não enviou atletas para este esporte.

## Medalhistas
| Evento    | Ouro                        | Prata                         | Bronze                        |
| --------- | --------------------------- | ----------------------------- | ----------------------------- |
| Masculino | POR J. Pedrosa / P. Rosas   | SRI W. Rathnapala / M. Perera | SRI P. Ekanayaka / A. Pradeep |
| Feminino  | PRT A. Freches / J. Antunes | SRI W. Sujeewa / G. Lalani    | MOZ S. Chongo / J. Roque      |